# 李仁矩
李仁矩（？—930年10月14日），五代十国后唐官员，是李嗣源在藩镇时的客将。
李嗣源即位，以他的奔走功劳，擢居内职，被安重诲庇护，数年之间，升任为客省使、左卫大将军。天成年间，明宗祀天南郊，东、西川当进助礼钱，李仁矩出使东川，董璋设筵招待，李仁矩在馆舍与倡妓酣饮，日当中午没有前去。董璋非常愤怒，率衙兵到传舍之外，李仁矩惶恐，没有穿袜靴就跑到庭中，董璋对他说：“西川能斩李严，我就不能斩你吗！”让左右牵出斩杀。李仁矩涕泣拜伏谢罪，才饶了他。第二天，董璋置酒召李仁矩，李仁矩见其妻儿，表示歉意。李仁矩回京，说董璋必反。长兴元年（930年），安重诲上奏，请分东川之阆州为保宁军，以李仁矩为保宁军节度使，派遣姚洪率兵戍守。董璋写信给在京师的儿子董光业，说朝廷要是一骑入斜谷，自己就造反，与儿子决别。董光业把信给枢密承旨李虔徽看，告知安重诲，安重诲没有其他准备。李仁矩至镇，上报董璋所为，董璋疑惧，于是造反。安重诲又派遣荀咸乂增兵阆州，董光业以为不可，安重诲不听。荀咸乂未至，董璋率军攻阆州城。李仁矩召军校商讨守战利害，都说：“董璋久有二心，利诱军心，军队不能用，未可与战，应该坚壁以守之。十几天后，朝廷大军一到，其必自退。”李仁矩说：“蜀兵懦弱，怎能当我精锐之师！”于是出战，未交兵即溃。九月二十日，阆州城陷，李仁矩被擒，举族被董璋杀害。